# سيميت أيبابا
سيميت أيبابا (بالتركية: Samet Aybaba)‏ (2 مارس 1955 بعثمانية في تركيا - ) هو مدرب كرة قدم ولاعب كرة قدم تركي في مركز الدفاع. لعب مع نادي بشكتاش وArsuz Karaağaçspor ‏.

## وصلات خارجية
- سيميت أيبابا على موقع اتحاد تركيا (لاعب) (الإنجليزية)
- سيميت أيبابا على موقع اتحاد تركيا (مدرب) (الإنجليزية)
- سيميت أيبابا على موقع قاعدة بيانات كرة القدم.إي يو (الإنجليزية)
- سيميت أيبابا على موقع Soccerbase.com (مدرب) (الإنجليزية)
- سيميت أيبابا على موقع Soccerway.com (الإنجليزية)
- سيميت أيبابا على موقع عالم كرة القدم.نت (الإنجليزية)